# لوسفو أبريل

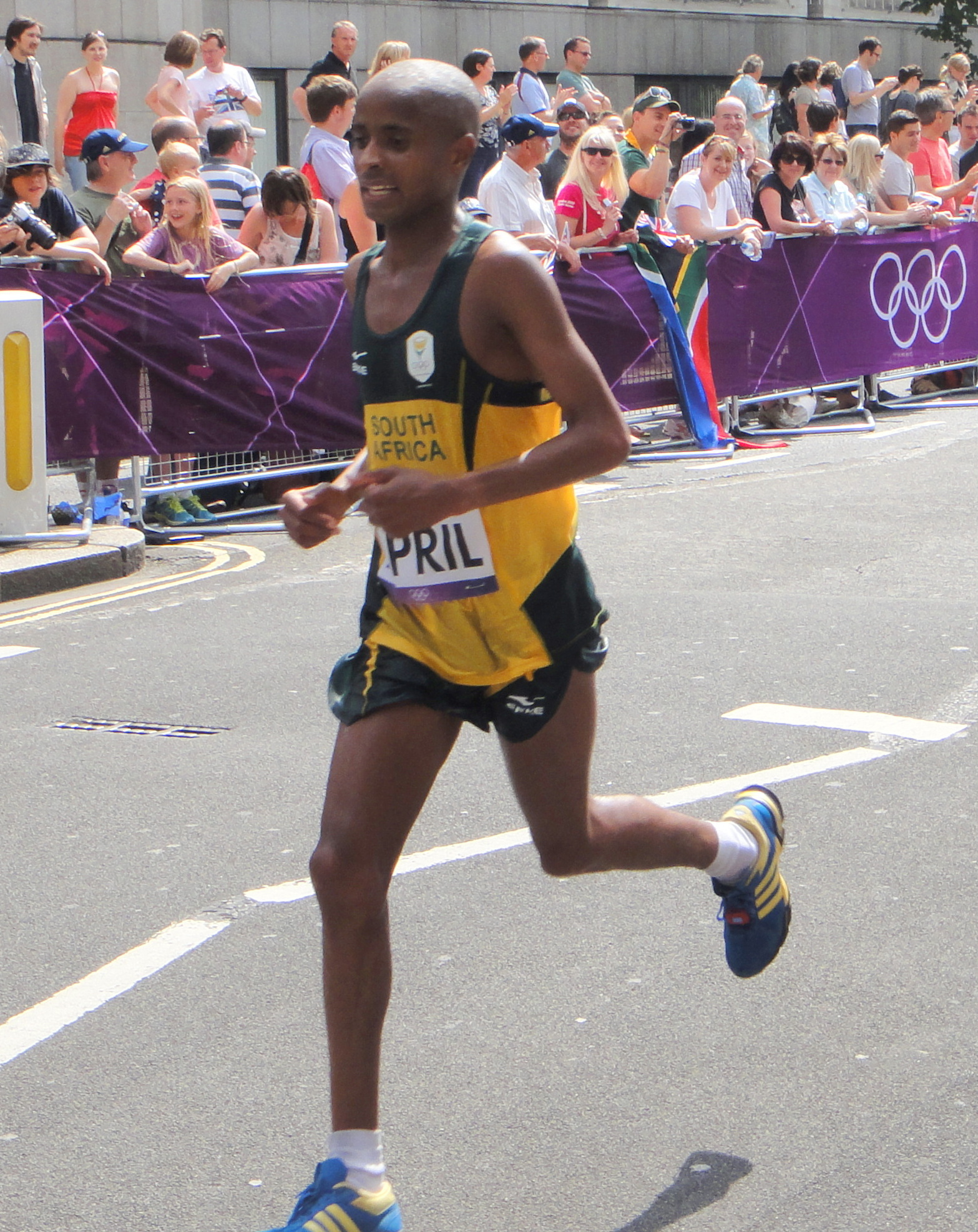
لوسفو في دورة الألعاب الأولمبيية - لندن 2012

لوسفو ليسلي أبريل (بالإنجليزية: Lusapho April) (مواليد 1982) عداء مسافات طويلة من مدينة يوتينهاكا في جنوب أفريقيا  U. تنافس في سباق الماراثون في دورة الألعاب الاولمبية الصيفية في لندن 2012 وحصل على المركز ال43 بعد سقوطه في منتصف السباق.
سجل رقمه القياسي في سباق الطرق ل25 كم (01:15:02) عام 2010. وفاز مرتين في نصف ماراثون تو أوشينز. كما سجل رقما قياسيا في ماراثون هانوفر 2013(02:08:32). واحتل المركز الثالث في ماراثون مدينة نيويورك 2013.